# Графства Нью-Брансуика
Деление канадской провинции Нью-Брансуик на графства сохранилось скорее географически, чем в административных целях. В 1966 году с принятием программы равенства возможностей администрации графств были распущены. До принятия этой программы графства являлись верхним уровнем управления в провинции, в составе которых находились многочисленные приходы, которые состояли из муниципалитетов. Все муниципалитеты подчинялись приходам, на территории которых они были расположены.
В настоящее время деление на графства применяется в рамках судебной системы, для целей переписи населения и разделения на выборные округа.

## Правовая основа
Большинство графств и приходов были созданы в разное время законодательным собранием Нью-Брансуика.
Первые графства вместе с границами, списком приходов, судами и административными центрами были определены лейтенант-губернатором Томасом Карлтоном в 1785 году до того как было выбрано первое законодательное собрание. Однако, после начала работы собрания в 1786 году оно подтвердило деление на графства. По «Акту об установлении границ графств внутри провинции и делении графств на города и приходы» образовывалось восемь графств, 36 приходов и город Сент-Джон.
Вводная часть акта гласит

В настоящее время видится необходимым разделить упомянутые графства на города или приходы для более удобного и упорядоченного распределения в графствах и чтобы позволить им выполнять возложенные на них функции, а также для лучшего администрирования.
Оригинальный текст (англ.)It is at present necessary that the said several Counties be subdivided into Towns or Parishes, for the more convenient and orderly distributions of the respective Inhabitants, to enable them in their respective districts to fulfil the several duties incumbent on them, and for the better administration of Justice through the same.

Примечательно, что в акте всегда используется конструкция «города или приходы» и никогда что-либо отдельно. Однако со временем приходы стали основой деления. Кроме того, сам текст вводной части и использование вместе со словом «город» говорят о том, что приход применяется для гражданских, а не для церковных целей. Несмотря на краткие упоминания судов и местных правительств в тексте первоначального акта, само распределение полномочий было установлено последующими актами.
Все остальные графства и приходы были созданы специальными законодательными актами Нью-Брансуика или как часть пересмотра устава Нью-Брансуика. Некоторые акты вступали в силу после подтверждения британским парламентом. Последний подобный акт, носящий название Акт о территориальном делении, и являющийся частью Главы Т-3 пересмотра устава Нью-Брансуика, вступил в силу в 1973 году.

## История
Первый лейтенант-губернатор Нью-Брансуика Томас Карлтон прибыл в провинцию 21 Ноября 1784 года. Вместо того, чтобы сразу провести выборы в законодательное собрание, он правил провинцией самостоятельно в течение всего последующего года и пытался заложить основы её административного деления. Известно, что у него были специальные указания британского правительства для этих целей. В стандартном наборе подробных королевских инструкций, датированном 18 августа 1784 года есть несколько пунктов, связанных с образованием графств (пункт 15), приходов (пункт 15), городов (пункт 44) и посёлков (пункт 43). Несмотря на то, что в инструкции указано три различных типа единиц, входящих в состав графства, по прошествии времени основным и практически единственным типом остался приход. Исключение составляет город Сент-Джон.
С 1785 года и до середины 1850-х годов графства и приходы были основой местного управления. Правительство провинции назначало мировых судей в каждом графстве, которые формировали суды общих сессий. В их задачи в частности входило местное налогообложение. Графства делились на приходы. С середины 1850-х и по 1877 год все графства поменяли форму правления на муниципальную с выборным главой. Параллельно с этим в регионе начали образовываться города и деревни со своими администрациями.
В середине 1860-х правительство Робишу упразднило графства как часть программы равенства возможностей. Основные функции графств в области здравоохранения, образования и социальной сфере были переданы правительству провинции, в то время как прерогатива оказания муниципальных услуг была передана городам и деревням. В сельских районах все необходимые муниципальные услуги оказывает правительство провинции через систему локальных округов.

## Современное деление
По данным последней переписи населения в Нью-Брансуике насчитывается 15 графств. Ниже представлена таблица, показывающая современное деление провинции на графства.
| Графство                                                       | Дата образования | Центр         | Примечания                             |
| -------------------------------------------------------------- | ---------------- | ------------- | -------------------------------------- |
| Графство Альберт en:Albert County, New Brunswick               | 1845             | Хоупвелл-Кейп | Части графств Вестморленд и Сент-Джон. |
| Графство Вестморленд en:Westmorland County, New Brunswick      | 1785             | Дорчестер     | Одно из восьми первых графств .        |
| Графство Виктория en:Victoria County, New Brunswick            | 1837             | Перт-Андовер  | Часть графства Карлтон.                |
| Графство Глостер en:Gloucester County, New Brunswick           | 1826             | Батерст       | Часть графства Нортамберленд.          |
| Графство Йорк en:York County, New Brunswick                    | 1785             | Фредериктон   | Одно из восьми первых графств .        |
| Графство Карлтон en:Carleton County, New Brunswick             | 1833             | Вудсток       | Часть графства Йорк.                   |
| Графство Кент en:Kent County, New Brunswick                    | 1814             | Ричибукто     | Часть графства Нортамберленд.          |
| Графство Кингс en:Kings County, New Brunswick                  | 1785             | Хамптон       | Одно из восьми первых графств .        |
| Графство Куинс en:Queens County, New Brunswick                 | 1785             | Гейджтаун     | Одно из восьми первых графств .        |
| Графство Мадаваска en:Madawaska County, New Brunswick          | 1873             | Эдмундстон    | Часть графства Виктория.               |
| Графство Нортамберленд en:Northumberland County, New Brunswick | 1785             | Мирамиши      | Одно из восьми первых графств .        |
| Графство Рестигуш en:Restigouche County, New Brunswick         | 1837             | Далхузи       | Часть графства Глостер.                |
| Графство Санбери en:Sunbury County, New Brunswick              | 1785             | Бёртон        | Одно из восьми первых графств .        |
| Графство Сент-Джон en:Saint John County, New Brunswick         | 1785             | Сент-Джон     | Одно из восьми первых графств .        |
| Графство Шарлотт en:Charlotte County, New Brunswick            | 1785             | Сент-Андрус   | Одно из восьми первых графств .        |